# Мюллер, Густав Вильгельм
Кристиан Густав Вильгельм Мюллер (17 февраля 1857 года Мюльберг — 18 февраля 1940) — немецкий зоолог, специализировавшийся на остракодах.
В 1895 году он сменил Карла Эдуарда Адольфа Герштеккера на посту директора Зоологического музея в Грайфсвальде, оставаясь в должности до 1923 года .
В качестве автора описал многочисленные таксоны остракод: несколько видов из подсемейства Conchoeciinae и родов Archiconchoecia, Cytherois и Stenocypria. В 1965 году род Muellerina (Bassiouni) из семейства Hemicytheridae был назван в его честь.

## Труды
- Neue Cypridiniden, 1891 - New Cypridinidae.
- Die Ostracoden des Golfes von Neapel und der angrenzenden Meeres-Abschnitte, 1894 - Ostracods from the Gulf of Naples and adjacent marine areas.
- Ostracoda, 1894 - Ostracoda.
- Deutschlands Süswasser-Ostracoden, 1900 - German freshwater ostracods.
- Die Ostracoden der Siboga-Expedition, 1906 - Ostracoda from the Siboga Expedition.
- Ostracoden aus Java, 1906 - Ostracods of Java.
- Die Ostracoden der deutschen Südpolar-Expedition, 1908  (In: Erich von Drygalski, Deutsche Südpolar-Expedition, 1901-1903). Ostracods from the German South Polar Expedition.[10]

Мюллер был автором раздела об остракодах в серии книг «Das Tierreich» (Das Tierreich/ 31 : Crustacea, Ostracoda / bearb. von G. W. Müller, 1912).